# Savelsbos

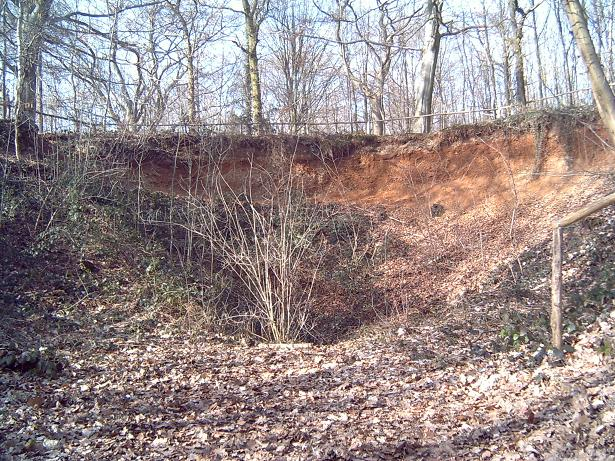
Een kiezelkuil in het Savelsbos: Grindgroeve Savelsbos

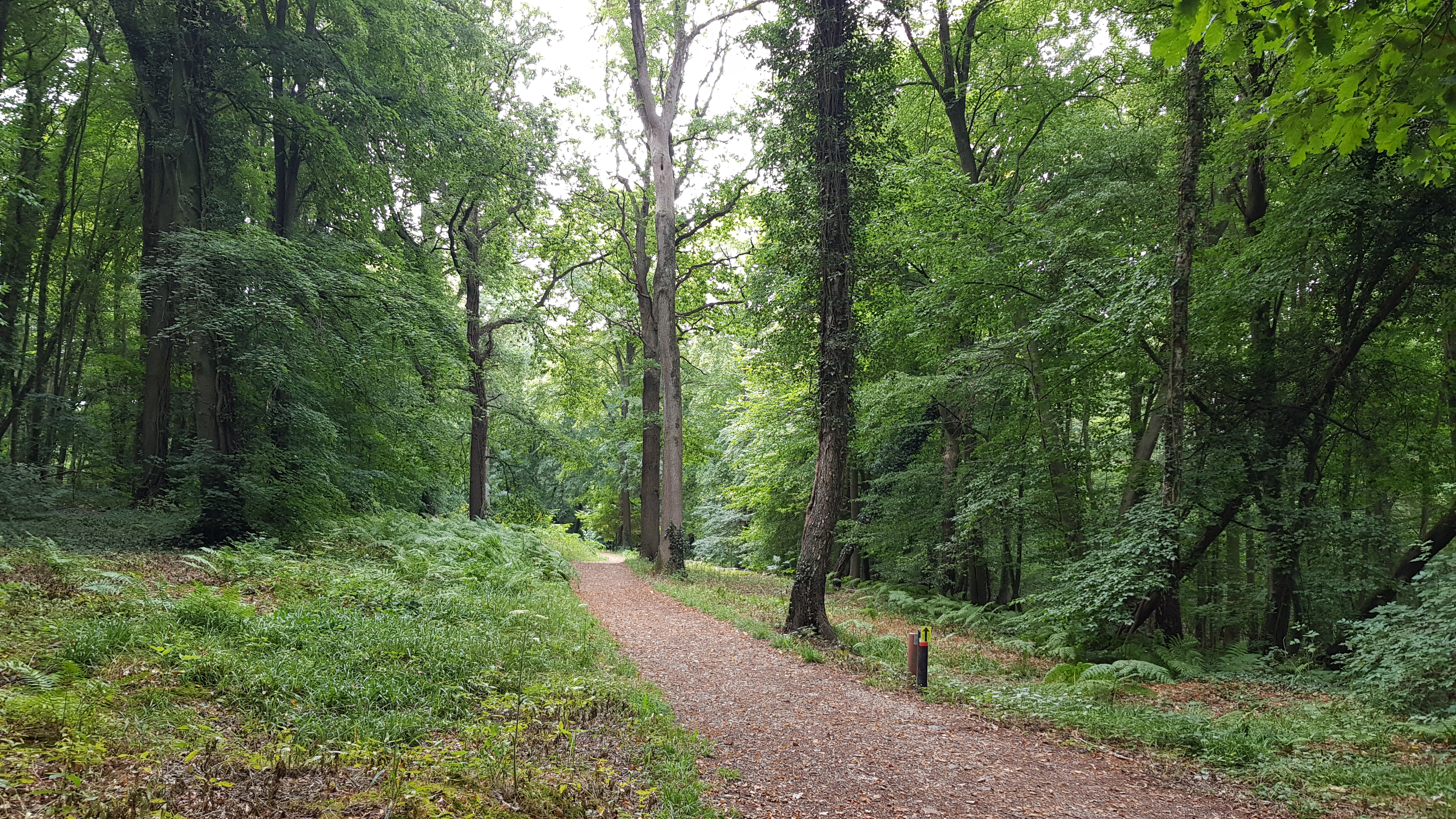
Bospad met linden

Het Savelsbos (Limburgs: Savelsbösj) is een 6 km lange, vaak smalle gordel van hellingbossen op de (vaak steile) oostelijke maasdalhelling oostelijk en zuidoostelijk van Maastricht en gelegen tussen de dorpen Cadier en Keer, Gronsveld, Eckelrade, Sint Geertruid, Moerslag en Rijckholt. De oppervlakte bedraagt ca 240 ha. Het bos kent zeer steile, vaak eroderende hellingen met hoogteverschillen van 70 m tot 125 m boven NAP met veel trappenpaden. De bodem bestaat uit krijtverweringsgronden, löss en grindlagen. Een gebied met een oppervlakte van 360 ha is aangemerkt als Natura 2000-gebied.
Het Savelsbos is onderverdeeld in het Eijsderbos, het Rijckholterbos, de Trichterberg, de Riesenberg en het eigenlijke Savelsbos.
Een ander aanmerkelijk bos op de oostelijke Maasdalhelling is het Bunderbos nabij Bunde.

## Geschiedenis
Sinds 1953 is het Savelsbos in beheer van Staatsbosbeheer.

## Grubben
Een aantal grubben, smalle, steile en vaak rechte droogdalen haaks op de maasdalhelling, strekt zich kilometers ver uit het plateau in, zodat het hele bos al met al een nogal grillige vorm heeft. De grubben lopen vanaf het Plateau van Margraten tot het middenterras van de Maas.
Droogdalen zijn ontstaan in tijden van permafrost, in geologische tijdvakken zoals het Elsterien, het Saalien en het Weichselien toen er een toendraklimaat heerste. Enkel in de zomermaanden dooiden de bovenste 2 tot 2,5 meter van de bodem waarna deze bovenlaag veranderde in een natte, zachte massa doordat het water niet in de bevroren bodem kon draineren. Dit smeltwater stroomde langs de hellingen omlaag en sleet zo droogdalen uit.
Vervolgens zijn deze grubben verder geërodeerd doordat zij regenwater afvoerden in tijden van extreme regenwateroverschotten. Vaak werden en worden ze gebruikt als verbindingswegen of paden. Grubben lijken soms op holle wegen maar zijn daarmee niet altijd gelijk te stellen.
De grootste grubben door het bos zijn: de Schone Grubbe, de Scheggeldergrubbe en de Dorregrubbe. Aan de zuidrand van het bos ligt het droogdal Herkenradergrub. In de hellingen en in het bos zijn terrassen te herkennen van wijnbouw, die al uit de Romeinse tijd stammen. Het gebied is eigendom van Staatsbosbeheer.
In het Savelsbos zit het grondwater erg diep, waardoor er in het bos maar één bron te vinden is: De Fontein.

## Flora, fauna en paddenstoelen
Het bos is een natuurreservaat en de Schone Grub is een bosreservaat. Voorkomende bomen zijn o.a. de zomereik, gladde iep, beuk, gewone esdoorn, acacia en de paardenkastanje. Het bos is onder meer bekend om de spectaculaire, massale bloei van de daslook, een ui-achtige plant die vooral op eroderende plaatsen groeit. Het bosgebied is de meest noordelijke plaats waar de plant amandelwolfsmelk voorkomt.
Het centrale deel (Rijckholterbos) is een oude boskern met een lange geschiedenis. Op kadastrale kaarten van twee eeuwen geleden komt het bos al voor als hakhoutbos. Men gaat ervan uit dat het vooral een middenbos (hakhout met overstaanders) is geweest. Wat het bos uniek maakt is het voorkomen van grote populaties autochtone lindebomen (totaal circa 30 ha). Het gaat om zomerlinde, winterlinde en de natuurlijke hybride van deze twee. Daarnaast komen autochtone populaties voor van veel andere inheemse boomsoorten en struiksoorten van dit bostype. Ook de karakteristieke kruidlaag van de hellingbossen heeft hier nog een grote soortenrijkdom, waaronder zeer zeldzame soorten. Doordat er in het Savelsbos nog zo veel karakteristieke autochtone bomen aanwezig zijn, heeft het de status 'zeer waardevol' voor volgens De Rijksdienst voor Cultureel Erfgoed.
Verschillende diersoorten zoals hermelijn, vos, bunzing, eikelmuis, hazelworm, das en wild zwijn komen er voor. Er wordt onderzoek gedaan naar de aanwezigheid van de boommarter in het Savelsbos. Circa 120 vogelsoorten, waaronder bijzondere zoals de groene specht en de draaihals komen voor in het bosgebied. 33 dag en 520 nacht-vlindersoorten komen er voor, waaronder volgende zeldzame; dag: boswitje, keizermantel, grote vos, nacht: bosrankvlinder, tere zomervlinder, nekspindertje, drievlekdwerspanner, wit spannertje, zoomvlekspanner, geelbruine bandspanner,...
Het Savelsbos is bekend om zijn prachtige voorjaarsflora, volgens ecologen is het door de voorjaarsflora het mooiste bos van Nederland. De kenmerkende voorjaarssoorten zijn: witte bosanemoon, zachtgele sleutelbloemen, bosviooltjes, gele dovenetel, muskuskruid en de specialiteit van het gebied: de zeldzame gele anemoon.
Daarnaast komen er ook verschillende zeldzame paddenstoelensoorten voor. De uniekste zijn: kersentrilzwam, bosanemoon-lijsterbesroest, eenkennige muskuskruidroest, esdoornmeeldauw en anemoon-en-ruitroest.

### Foto's

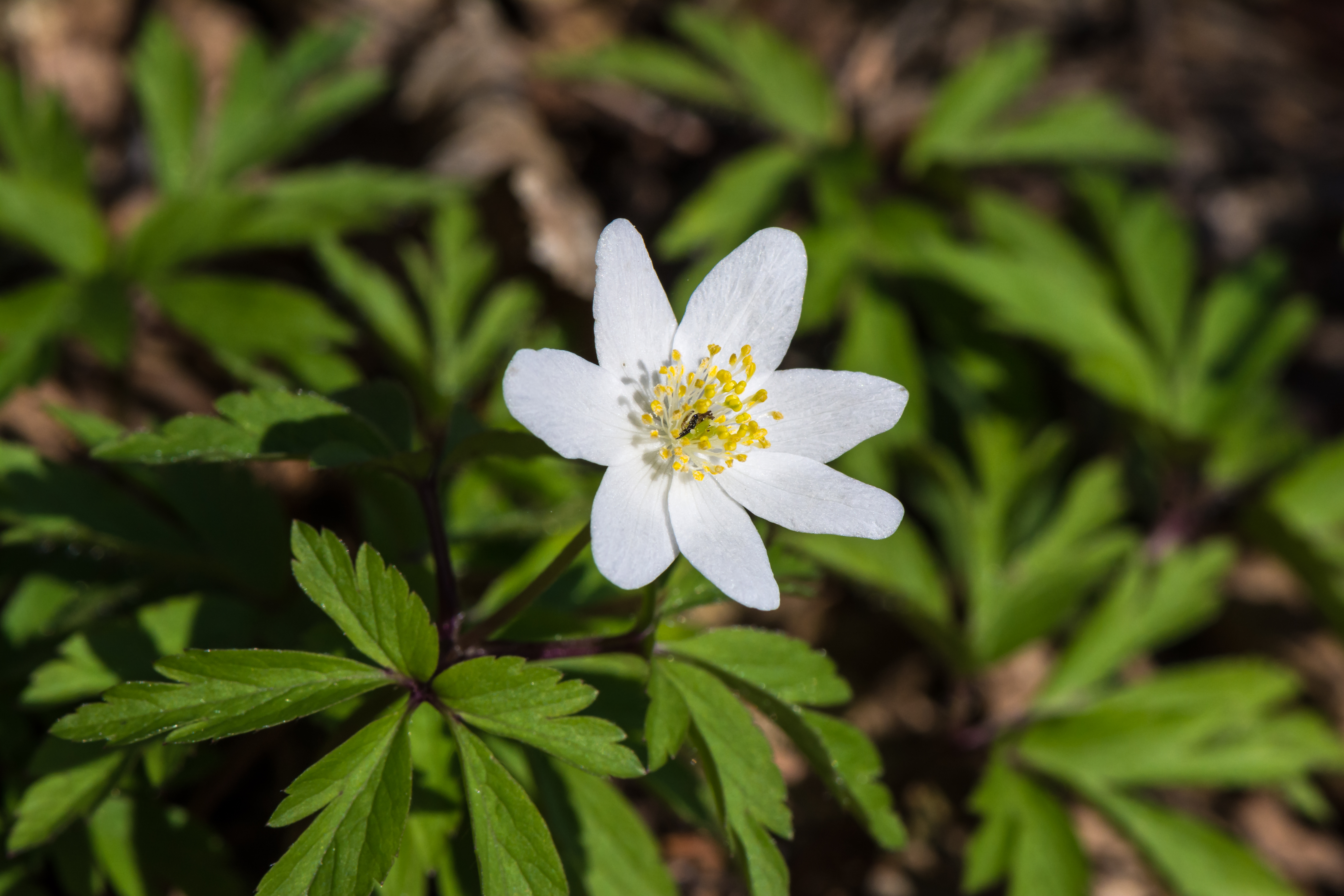
Bosanemoon
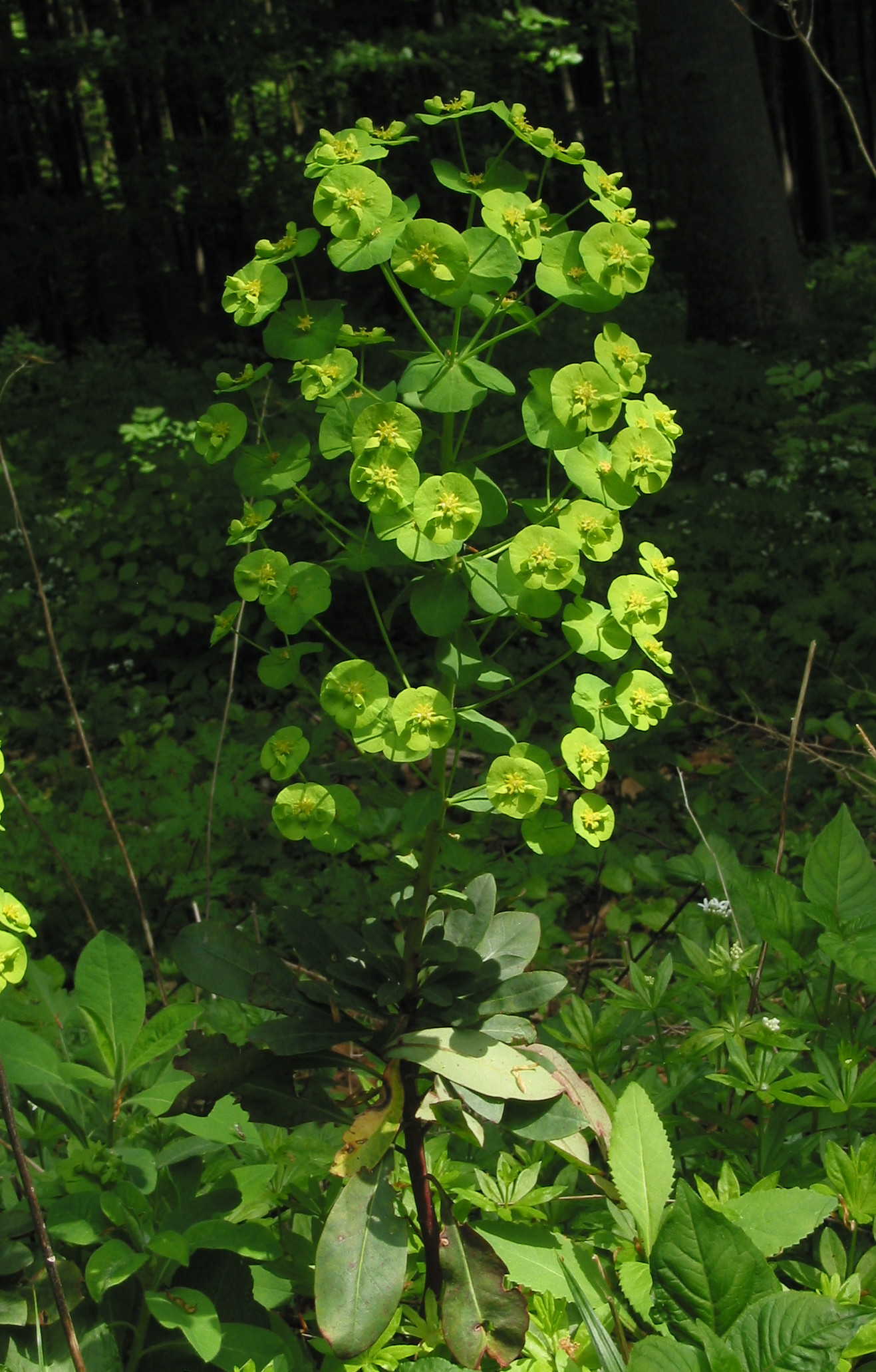
Amandelwolfsmelk
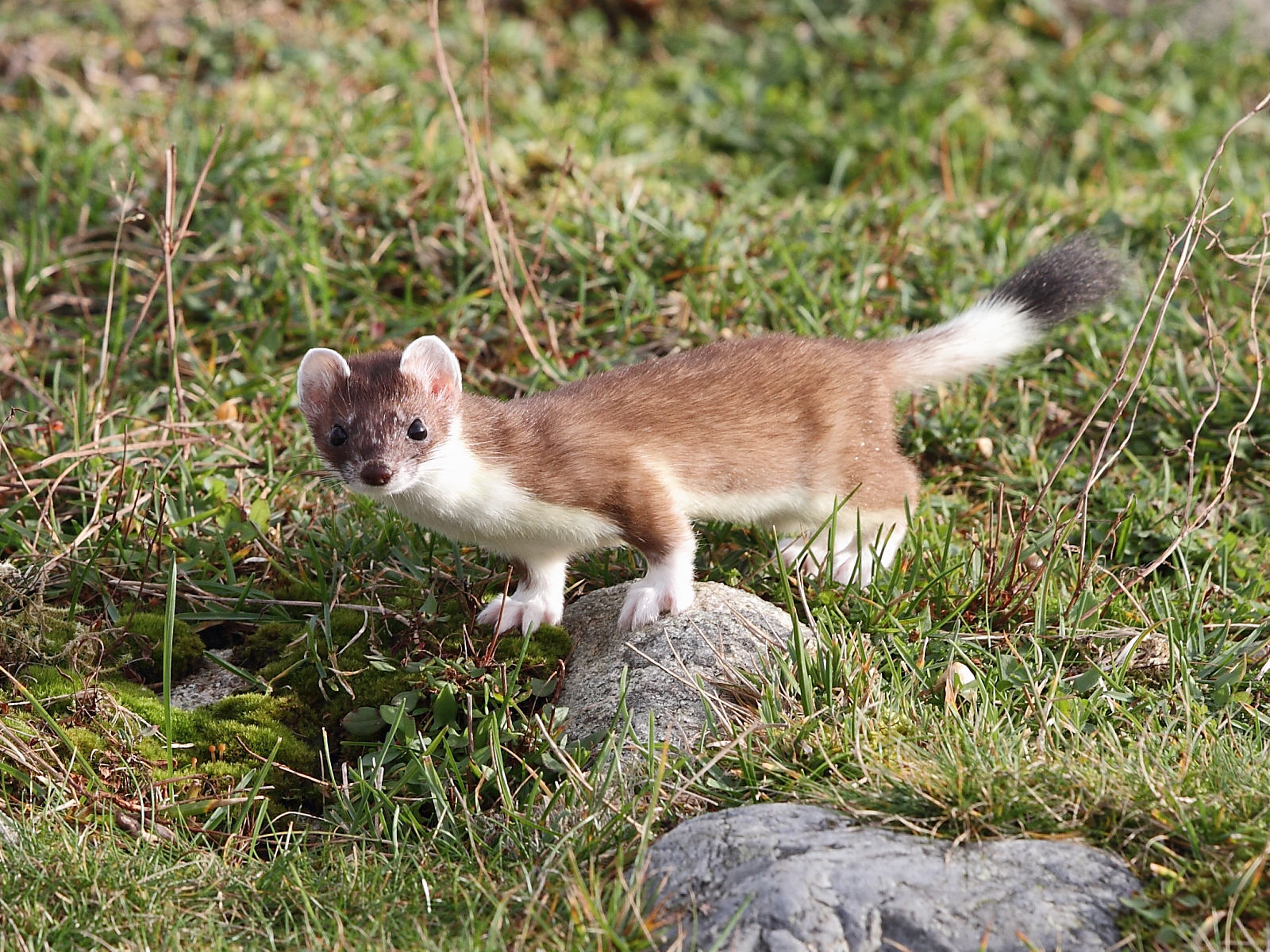
Hermelijn (zomervacht)
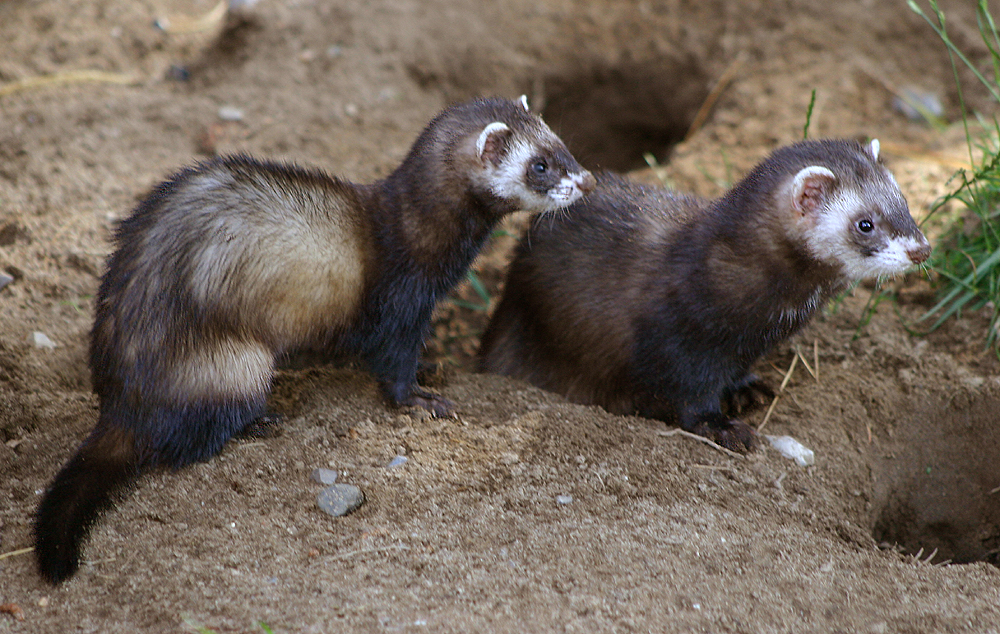
Bunzing
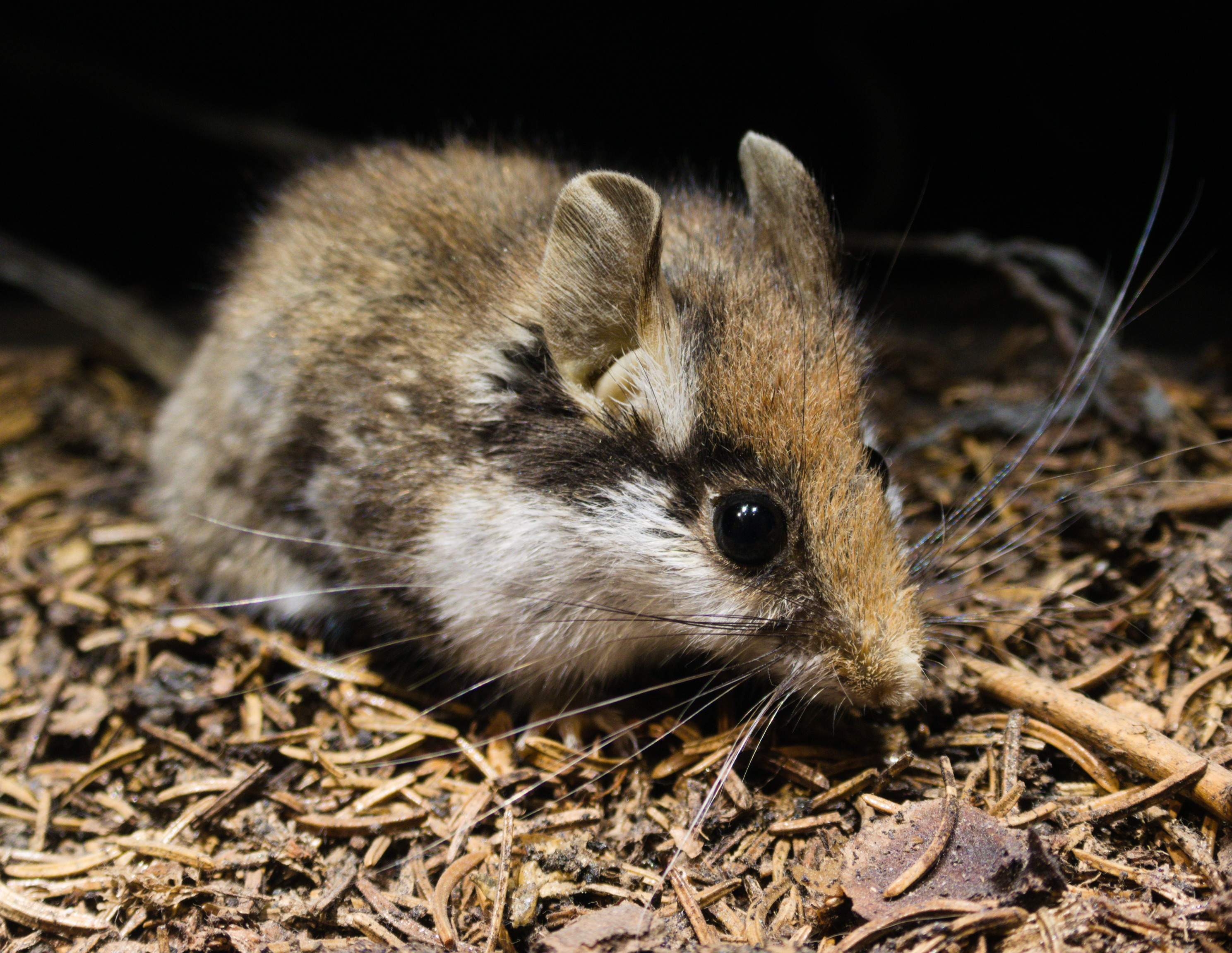
Eikelmuis
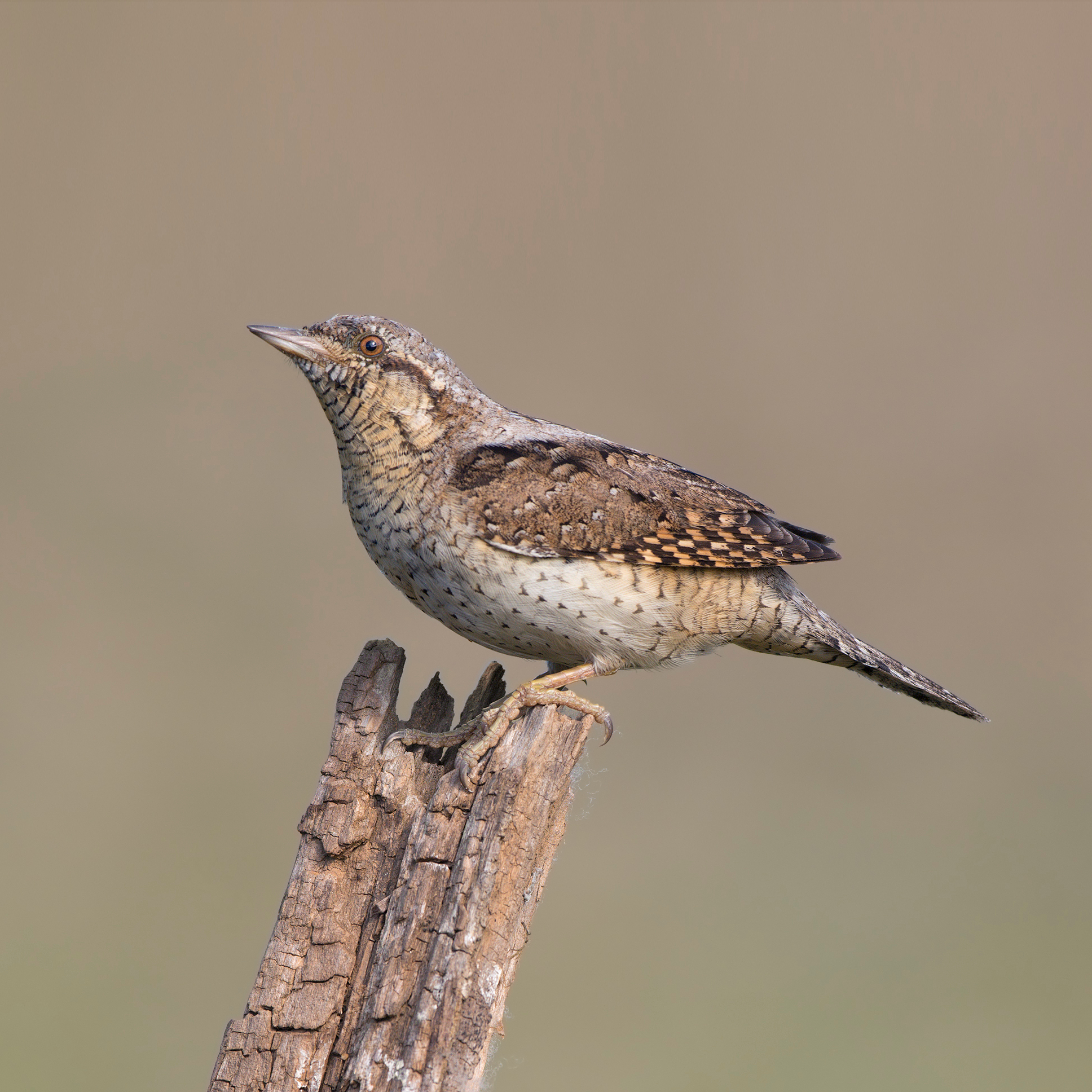
Draaihals
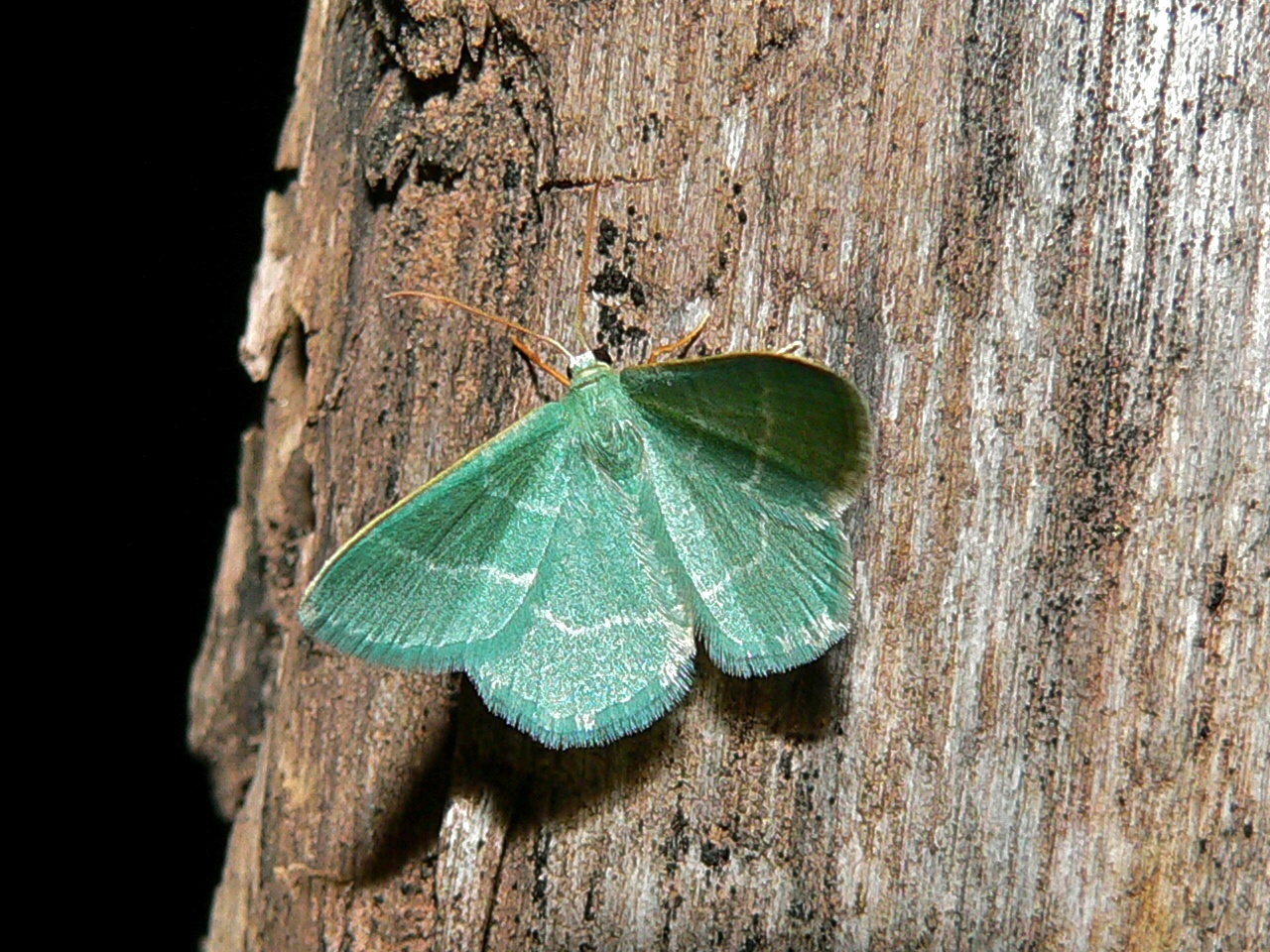
Tere zomervlinder
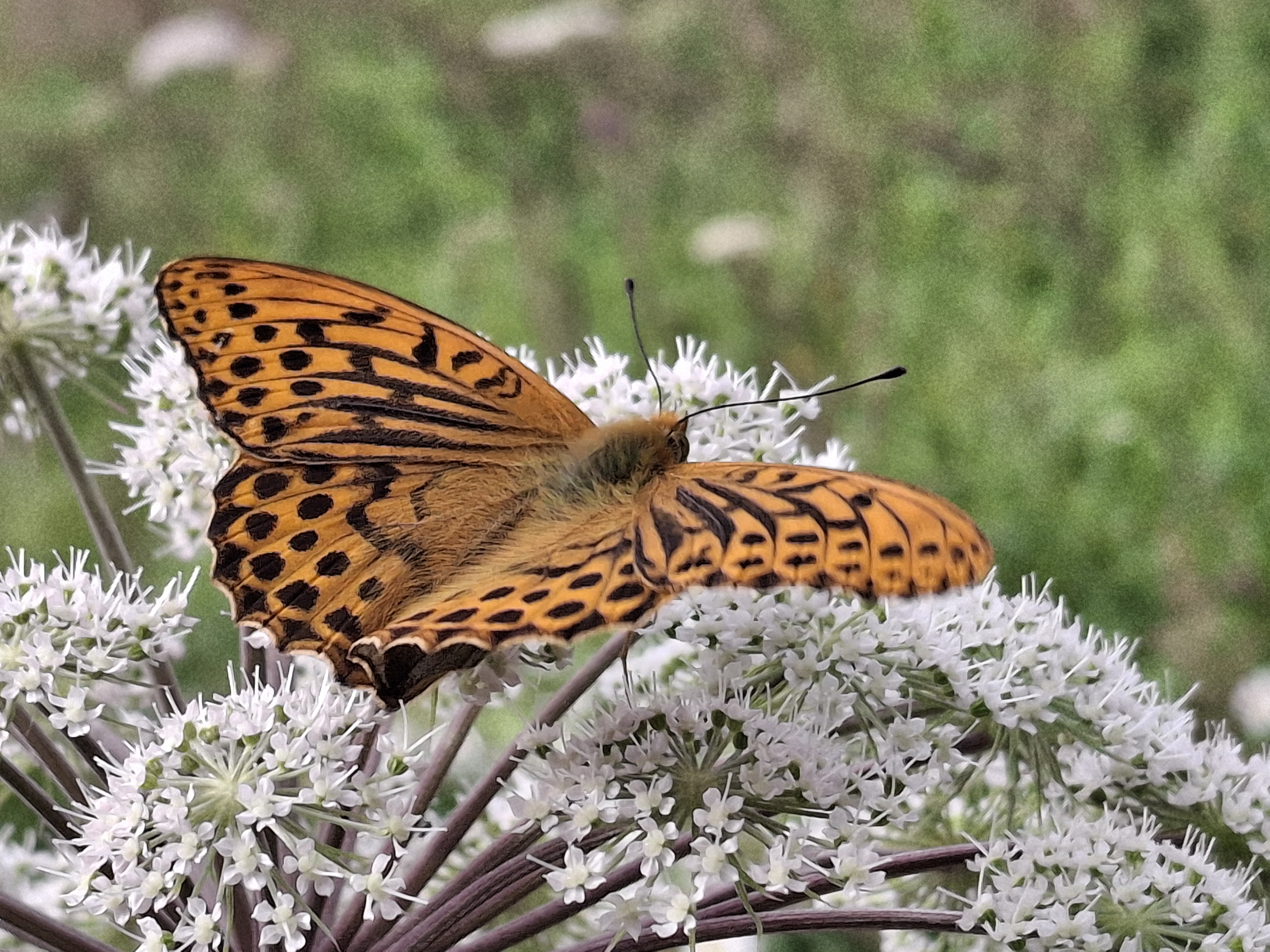
Keizemantel
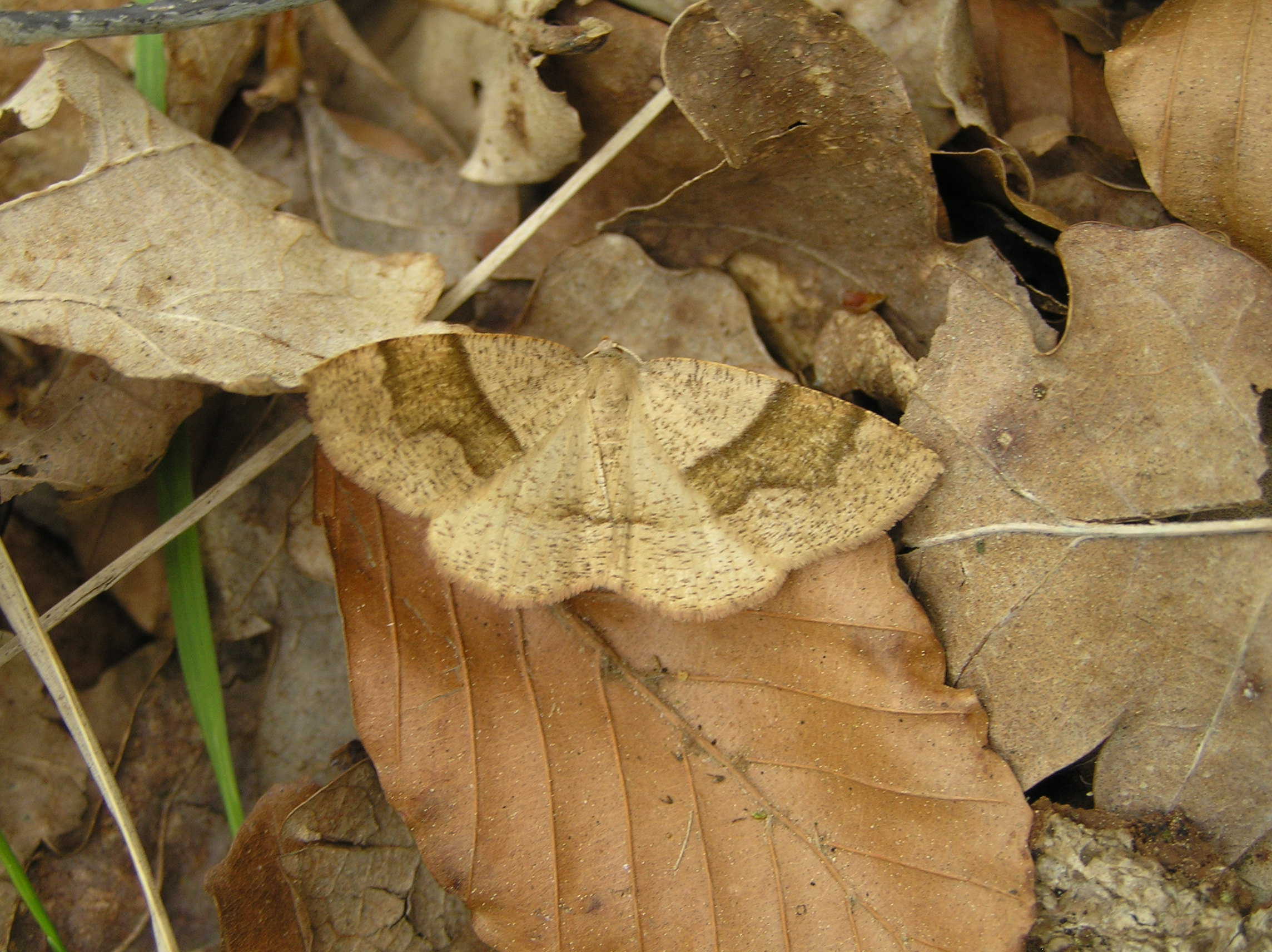
Geelbruine bandspanner
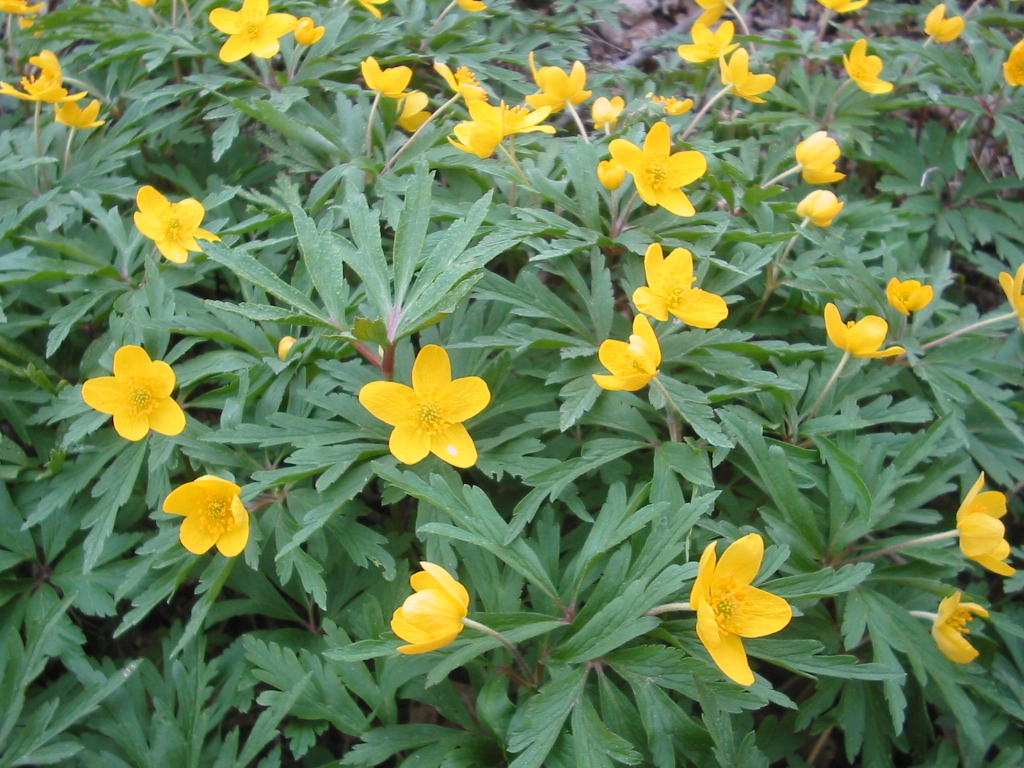
Gele anemoon
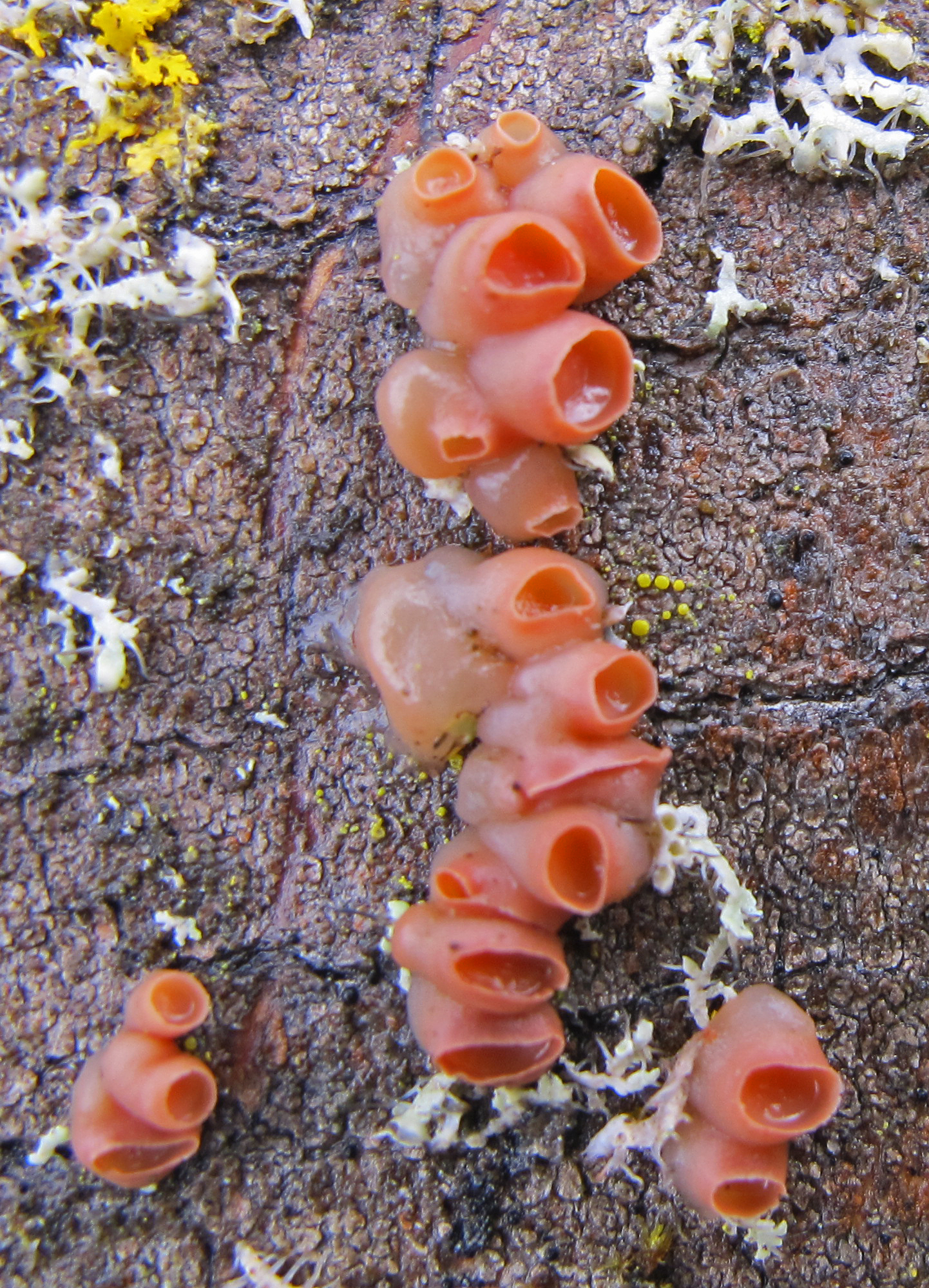
Kersentrilzwam
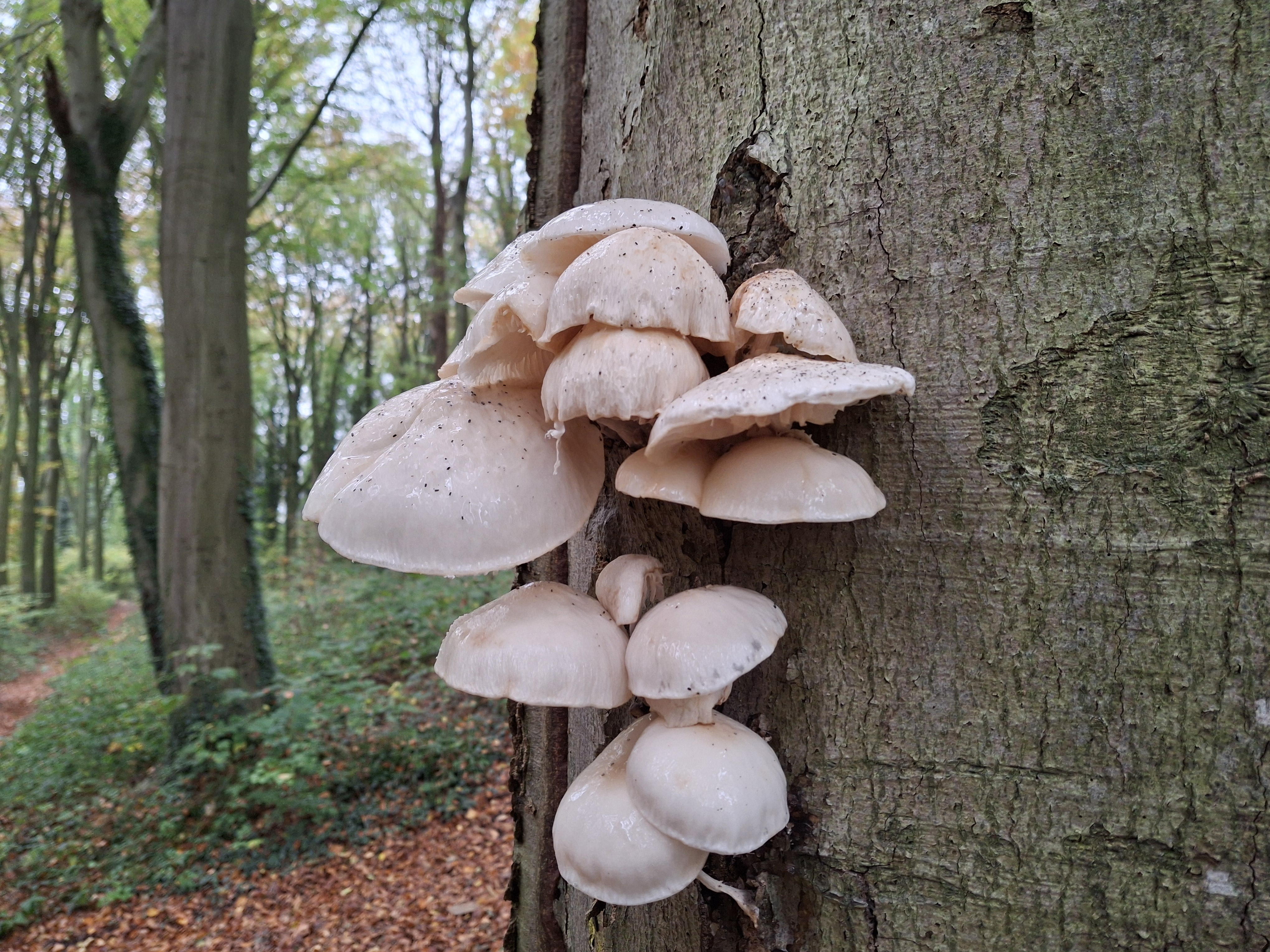
Porseleinzwam

## Cultuur
In 1881 ontdekte Marcel de Puydt, een Belgisch archeoloog, in het Savelsbos de eerste sporen van prehistorische vuursteenmijnbouw. Hij trof een groot aantal gebruiksvoorwerpen aan. De mijnen bestaan uit honderden schachten met galerijen, waar de mensen zo'n 5500 jaar geleden vuurstenen uit haalden om werktuigen (o.a. bijlen en hakken) van te maken. Merkwaardig is dat overal in de omgeving grote hoeveelheden vuursteenscherven te vinden zijn, die vaak afkomstig zijn van prehistorische productie van stenen bijlen en dergelijke.
Tot in de 19e eeuw werden vuurstenen ook gebruikt om vuur mee te maken met hulp van een tonteldas. In mindere mate werd er destijds ook vuursteen gewonnen voor de bouw. Het gebruik van vuursteen bleef in deze omgeving echter nogal beperkt vergeleken met bijvoorbeeld de Voerstreek.
In 1886 werd door Casimir Ubaghs, Eugène Dubois en Graaf de Geloes de Henkeput onderzocht. De Henkeput is een ongeveer 12 m diep zinkgat in het Savelsbos. Het gat bestaat uit een open trechtervormige kuil die overgaat in een cilindrische schacht. De schacht geeft toegang tot een koepelvormige ruimte. Ze troffen op de bodem van de put een puinkegel aan, die ze onderzochten. Ze troffen hierin vele botten van mensen en dieren aan, waaronder van vossen, honden, schapen, koeien, paarden en herten.
Kalksteen komt op de steile hellingen aan de oppervlakte. Op deze plekken werd vroeger kalksteen (ook wel mergel genoemd) gewonnen als bouwsteen en voor het bekalken van het land. Door het hele bos verspreid bevinden zich deze mergelgroeven. Na de Tweede Wereldoorlog stopte deze cultuur. Tot 1963 werden wel nog champignons geteeld in enkele ondergrondse kalksteengroeven in het Savelsbos. Veel van die ondergrondse gangen staan nu op instorten.
In deze kalksteengroeven, waar een constante temperatuur van 10 graden Celsius heerst, overwinteren vleermuizen.
Bij Moerslag ligt het geologisch monument Moerslag, waar vroeger kalksteen of mergel werd gewonnen om land en weiden te bemesten.
Bij Gronsveld staat het Huis De Beuk met niet ver daarvandaan de historische Hotsboom.

### Groeves
In het Savelsbos liggen meerdere voormalige zand- en grindgroeves, kalksteengroeves en enkele vuursteenmijnen, waaronder (van noord naar zuid):
- Cadierdalgroeve IV
- Cadierdalgroeve III
- Groeve Orenberg
- Cadierdalgroeve II
- Cadierdalgroeve I
- Keerderberggroeve
- Mosterdberggroeve Noord
- Mosterdberggroeve Zuid
- Kleinberggroeve Noord
- Kleinberggroeve Zuid
- Groeve achter de Hotsboom
- Hotsboomgroeve
- Groeve de Hel
- Groeve boven op de Riesenberg
- Riesenberggroeve
- Varkensgatgroeve
- Groeve op de Trichterberg I
- Trichterberggroeve, geologisch monument
- Groeve de Grote Dolekamer
- Groeve de Kleine Dolekamer
- Grindgroeve Savelsbos
- Savelsberggroeve
- Groeve de Groete Erd
- Groeve Scheggeldergrub II
- Lebensboschgroeve
- Neven Lebensboschgroeve
- Steinberggroeve
- Henkeput
- Abri van Rijckholt
- Vuursteenmijntjes Schone Grub
- Vuursteenmijnen van Rijckholt
- Groeve Moerslag

## Bodem
De bodem onder het Savelsbos is gedurende tientallen miljoenen jaren gevormd. Tijdens het Boven-Krijt bevond zich hier een zee waarin allereerst zanden werden afgezet van de Formatie van Aken en de Formatie van Vaals. Daarna werden hier in een Krijtzee talloze kalkhoudende overblijfselen van zeedieren afgezet op de bodem die dikke pakketten kalksteen gingen vormen, onderdeel van de Formatie van Gulpen en Formatie van Maastricht. Aan het einde van het Tertiair, rond de overgang Plioceen - Pleistoceen, vond de opheffing van de Ardennen en het Rijn-Leisteenplateau plaats en begon in het landschap de Oermaas in te snijden. Het Ardennengebied in zijn huidige vorm, bestond nog niet maar vormde met Zuid-Limburg een uitgestrekte schiervlakte. Door de opheffing van het Ardennen-Rijnlandse-Massief worden de uit het zuiden komende rivieren gedwongen zich in te snijden in het langzaam rijzende gebied. Het oudste morfologisch herkenbare dal van de Oostmaas strekte zich uit van Luik over Eijsden, Noorbeek, Gulpen, Simpelveld, Kerkrade naar Jülich, waar de Maas uitmondde in de Rijn. Later verlegde de rivier haar loop naar het westen en werd het de Westmaas. Enerzijds zorgde de rivier voor erosie met diepe dalen, anderzijds zorgde ze voor sedimentatie waarbij de verschillende laagpakketten van de Formatie van Beegden door de rivier werden afgezet bestaande uit zand, Maasgrind en rotsblokken. Ter hoogte van het Savelsbos werd door de Westmaas het Laagpakket van St. Geertruid afgezet. Tijdens de ijstijden van het Saalien en het Weichselien werd er in Zuid-Limburg een lössdek afgezet, behorend tot het Laagpakket van Schimmert.
Het Savelsbos kent een duidelijk gelaagde structuur. Onder in het dal liggen meestal leemgronden, waarop veel boomgaarden zijn geplant. Daarboven liggen vaak stenige puinwaaiers. De steilste hellingen eroderen sterk en vaak komt de kalkbodem bloot. Bovenop liggen grofzandige en kiezelige bodems, die vanwege hun bewerkbaarheid bijna volledig in gebruik zijn bij de landbouw.
De naam Savelsbos verwijst naar zand als grondsoort (vergelijk het Franse 'sable'). Aan de bovenranden van het bos werd plaatselijk zand gewonnen. Uit een kiezelkuil ter plaatse werd jarenlang kiezel gegraven om te gebruiken bij het verharden van wegen.
In het noorden van het bos bevindt zich het Geologisch monument Örenberg met bijzondere steenbrokken.